# Alexandra Zazzi
Maria Alexandra Paula Louise Zazzi, född 7 juni 1966 i Gustav Vasa församling, Stockholm och uppvuxen i Rapallo i Italien, är en svensk kock, matskribent, föreläsare, kokboksförfattare och moderator.
Hon blev 1998 den första kvinnliga vinnaren av dokusåpan Expedition Robinson. 
Zazzi har efter Expedition Robinson varit programledare för matprogrammet Köket på TV4 och Meny i Sveriges Radio P1. Dessutom har hon varit reporter i Spårlöst försvunnen i TV3, samt medverkat i många andra radio- och tv-program. Zazzi skriver om mat och gör reportage för ett flertal tidningar. Hon är krönikör för Göteborgs-Posten  och frilansande matskribent för diverse tidningar. Varje lördag pratar hon matklassiker i P4 Extra.

## TV-produktioner
- 1998 – Expedition Robinson
- 2015 – Kockarnas kamp
- 2018 – Biggest Loser VIP
- 2022 – The Island Sverige
- 2024 – Kompani Svan

## Välgörenhetsarbete
Alexandra är engagerad i diverse välgörenhetsorganisationer. Somrarna 2013 och 2014 cyklade hon till Paris till förmån för Barncancerfonden.
För Stadsmissionen har hon flera gånger sprungit Göteborgsvarvet och serverar sin tomatsoppa vid målområdet.

## Priser och utmärkelser
- Vinnare av Expedition Robinson 1998
- Vinnare av Riksmästerskapet i matlagning 2006[2]